# Драгомель

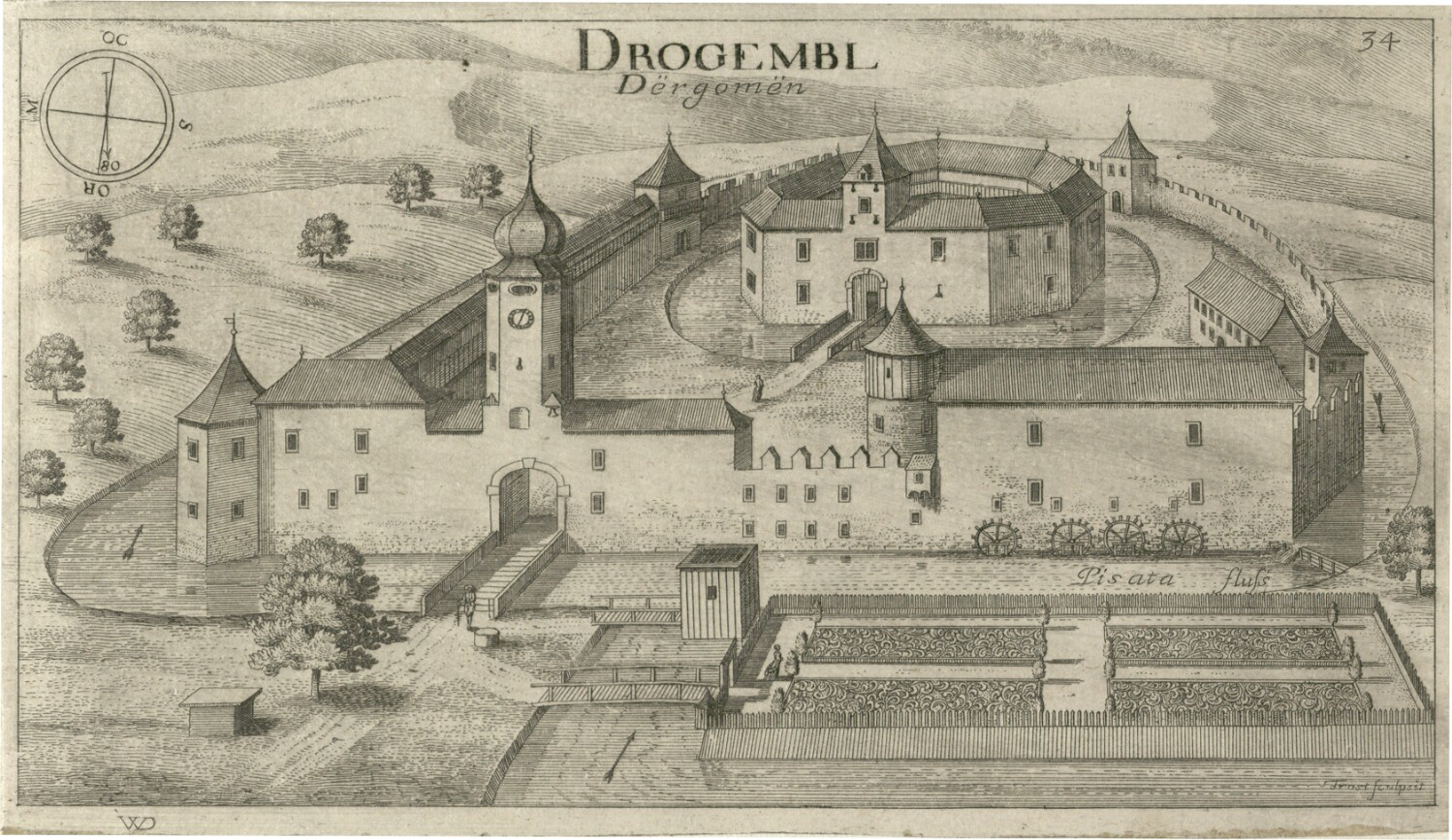
Замок Драгомель на зображенні Вальвасора 1679 р.

Драгомель (словен. Dragomelj) — поселення в общині Домжале, Осреднєсловенський регіон, Словенія. 
Висота над рівнем моря: 285,3 м.